# Semiothisa granitata
Semiothisa granitata är en fjärilsart som beskrevs av Achille Guenée 1858. Semiothisa granitata ingår i släktet Semiothisa och familjen mätare. Inga underarter finns listade i Catalogue of Life.